# خورخي ألبرتو سانشيز
خورخي ألبرتو سانشيز (بالإسبانية: Jorge Sánchez) هو لاعب كرة قدم مكسيكي، ولد في 14 فبراير 1993 في سيلايا في المكسيك. لعب مع نادي سيلايا.

## وصلات خارجية
- خورخي ألبرتو سانشيز على موقع قاعدة بيانات كرة القدم.إي يو (الإنجليزية)
- خورخي ألبرتو سانشيز على موقع Soccerway.com (الإنجليزية)
- خورخي ألبرتو سانشيز على موقع AS.com (الإسبانية)